# Verein für Bewegungsspiele Leipzig 1998-1999
Questa voce raccoglie le informazioni riguardanti il Verein für Bewegungsspiele Leipzig nelle competizioni ufficiali della stagione 1998-1999.

## Stagione
Nella stagione 1998-1999 il VfB Lipsia, allenato da Hans-Ulrich Thomale e Dragoslav Stepanović, concluse il campionato di Regionalliga nordest al 2º posto. In Coppa di Germania il VfB Lipsia fu eliminato al primo turno dal Monaco 1860.

## Rosa
| N. |                       | Ruolo | Calciatore       |
| -- | --------------------- | ----- | ---------------- |
| 2  | Germania (bandiera)   | D     | Frank Edmond     |
| 7  | Germania (bandiera)   | D     | Torsten Jülich   |
| 7  | Croazia (bandiera)    | C     | Ivica Bančić     |
| 8  | Germania (bandiera)   | C     | Thomas Rath      |
| 17 | Germania (bandiera)   | C     | Matthias Dehoust |
| 19 | Germania (bandiera)   | D     | Reimund Mimuß    |
| 20 | Germania (bandiera)   | D     | Marco Rose       |
| 22 | Germania (bandiera)   | D     | Ronald Werner    |
| 26 | Germania (bandiera)   | P     | Gunnar Grundmann |
|    | Germania (bandiera)   | P     | Jens Jaschob     |
|    | Germania (bandiera)   | P     | René Koslowski   |
|    | Slovacchia (bandiera) | D     | Michal Bordas    |
|    | Brasile (bandiera)    | D     | Dos Santos       |
|    | Germania (bandiera)   | D     | Clemens Fritz    |
|    | Germania (bandiera)   | D     | Thorsten Görke   |
|    | Germania (bandiera)   | D     | Willi Kronhardt  |
|    | Germania (bandiera)   | D     | Norman Loose     |

| N. |                                 | Ruolo | Calciatore       |
| -- | ------------------------------- | ----- | ---------------- |
|    | Svizzera (bandiera)             | D     | Diango Malacarne |
|    | Svezia (bandiera)               | D     | Peter Vougt      |
|    | Germania (bandiera)             | C     | Nico Bernhardt   |
|    | Germania (bandiera)             | C     | Patrick Hornung  |
|    | Germania (bandiera)             | C     | Maik Kunze       |
|    | Germania (bandiera)             | C     | Marco Kurth      |
|    | Germania (bandiera)             | C     | Daniel Küttner   |
|    | Bosnia ed Erzegovina (bandiera) | C     | Igor Lazic       |
|    | Zimbabwe (bandiera)             | C     | Farai Mbidzo     |
|    | Svezia (bandiera)               | C     | Niclas Nyhlén    |
|    | Polonia (bandiera)              | C     | Madrin Piegzik   |
|    | Germania (bandiera)             | C     | Uwe Trommer      |
|    | Germania (bandiera)             | A     | Mark Dittgen     |
|    | Serbia (bandiera)               | A     | Sava Radosavljev |
|    | Germania (bandiera)             | A     | Markus Richter   |
|    | Germania (bandiera)             | A     | Frank Seifert    |

## Organigramma societario
Area tecnica
- Allenatore: Dragoslav Stepanović
- Allenatore in seconda: Joachim Steffens
- Preparatore dei portieri:
- Preparatori atletici:
- Analisi video:

## Calciomercato

### Sessione estiva
| Acquisti | Acquisti         | Acquisti          | Acquisti |
| R.       | Nome             | da                | Modalità |
| -------- | ---------------- | ----------------- | -------- |
| D        | Diango Malacarne | Young Boys        |          |
| D        | Michal Bordas    | Lokomotíva Košice |          |
| A        | Mark Dittgen     | Palermo           |          |
| D        | Willi Kronhardt  | Energie Cottbus   |          |
| C        | Igor Lazic       | Energie Cottbus   |          |
| C        | Farai Mbidzo     | Bonner            |          |
| C        | Niclas Nyhlén    | Halmstad          |          |
| A        | Frank Seifert    | Energie Cottbus   |          |

| Cessioni | Cessioni             | Cessioni        | Cessioni |
| R.       | Nome                 | a               | Modalità |
| -------- | -------------------- | --------------- | -------- |
| P        | Antonio Ananiev      | Chemnitz        |          |
| C        | Nico Däbritz         | Wolfsburg       |          |
| A        | Franklin Bittencourt | Energie Cottbus |          |
| A        | Henri Fuchs          | Hansa Rostock   |          |
| C        | Steffen Heidrich     | Energie Cottbus |          |
| A        | Ronny Kujat          | Chemnitz        |          |
| D        | Matthias Maucksch    | Norimberga      |          |
| D        | Ulf Mehlhorn         | Chemnitz        |          |
| C        | Thomas Möller        | Gütersloh       |          |
| A        | Alexander Opoku      | Remscheid       |          |
| D        | Gunnar Sauer         | Oldenburg       |          |
| D        | Detlef Schößler      | Grimma          |          |
| A        | Roland Wohlfarth     | Wuppertal       |          |
| A        | Markus Wulftange     | Osnabrück       |          |
| D        | Tomas Žiukas         | Kareda Kaunas   |          |

### Sessione invernale
| Acquisti | Acquisti        | Acquisti        | Acquisti |
| R.       | Nome            | da              | Modalità |
| -------- | --------------- | --------------- | -------- |
| C        | Patrick Hornung | Monaco 1860 II  |          |
| P        | Jens Jaschob    | Werder Brema II |          |
| D        | Peter Vougt     | Halmstad        |          |

| Cessioni | Cessioni        | Cessioni      | Cessioni |
| R.       | Nome            | a             | Modalità |
| -------- | --------------- | ------------- | -------- |
| P        | Boris Jovanovic | Dinamo Dresda |          |

## Risultati

### Regionalliga nordest

#### Girone di andata
| Arbitro: | Bley |

|                       |           |  |
| Küttner 12’ Mimuß 55’ | Marcatori |  |

| Arbitro: | Weise |

|                                               |           |                                         |
| Kunze 20’ (rig.), 51’ Schmidt 28’ Ullmann 74’ | Marcatori | 22’ Dittgen 67’ Bordas 77’ (rig.) Lazic |

| Arbitro: | Sax |

|            |           |              |
| Bančić 30’ | Marcatori | 27’ Maltritz |

| Arbitro: | Robel |

|  |           |                          |
|  | Marcatori | 70’ Lazic 72’ Dos Santos |

| Arbitro: | Fleske |

|            |           |  |
| Mbidzo 63’ | Marcatori |  |

| Arbitro: | Kruse |

|                              |           |                                 |
| Schuster 3’ Popović 14’, 34’ | Marcatori | 2’ (rig.) Dos Santos 4’ Seifert |

| Arbitro: | Scheibel |

|                                 |           |              |
| Dittgen 80’, 87’ Dos Santos 90’ | Marcatori | 10’ Perkovic |

| Arbitro: | Reck |

|                                   |           |                            |
| Schmidt 27’ Bengs 40’ Steiner 42’ | Marcatori | 15’, 68’ Lazic 82’ Dehoust |

| Arbitro: | Pleßke |

|                            |           |             |
| Aberkane 24’ Brestrich 66’ | Marcatori | 23’ Dittgen |

| Arbitro: | Kokel |

|                                      |           |  |
| Dittgen 42’ Dos Santos 75’ Lazic 82’ | Marcatori |  |

| Arbitro: | Blumenstein |

|  |           |                         |
|  | Marcatori | 24’ Seifert 63’ Dittgen |

| Arbitro: | Voigt |

|                            |           |  |
| Dos Santos 21’ Dittgen 72’ | Marcatori |  |

| Arbitro: | Kiefer |

|            |           |                        |
| Koslov 50’ | Marcatori | 35’ Dittgen 35’ Mbidzo |

| Arbitro: | Reimer |

|               |           |  |
| Malacarne 18’ | Marcatori |  |

| Arbitro: | Keßler |

|           |           |  |
| Höche 29’ | Marcatori |  |

| Arbitro: | Weber |

|                                       |           |                         |
| Dos Santos 26’ Seifert 47’ Nyhlén 67’ | Marcatori | 4’ Wagner 12’ Kietzmann |

| Arbitro: | Heynemann |

|                             |           |                                       |
| Lucic 6’ Filipović 19’, 83’ | Marcatori | 38’ Dittgen 48’ Dos Santos 63’ Jülich |

#### Girone di ritorno
| Arbitro: | Keßler |

|             |           |                                     |
| Gütschow 8’ | Marcatori | 3’ Malacarne 30’ Dittgen 77’ Jülich |

| Arbitro: | Blumenstein |

|                        |           |  |
| Edmond 45’ Seifert 55’ | Marcatori |  |

| Arbitro: | Fleske |

|            |           |  |
| Hähnge 87’ | Marcatori |  |

| Arbitro: | Koop |

|                    |           |  |
| Persich 24’ (aut.) | Marcatori |  |

| Arbitro: | Voigt |

|            |           |  |
| Hempel 81’ | Marcatori |  |

| Arbitro: | Heynemann |

|            |           |  |
| Edmond 31’ | Marcatori |  |

| Arbitro: | Pleßke |

|  |           |                      |
|  | Marcatori | 5’ Dittgen 85’ Lazic |

| Arbitro: | Richter |

|            |           |             |
| Edmond 66’ | Marcatori | 37’ Steiner |

| Lipsia 27 marzo 1999, ore 14:00 CET 26ª giornata | VfB Lipsia | 0 – 0 referto | FC Berlino | Bruno-Plache-Stadion (4 800 spett.)\| Arbitro: \| Wendorf \| |
| Arbitro:                                         | Wendorf    |               |            |                                                              |

| Arbitro: | Binkowski |

|  |           |                        |
|  | Marcatori | 46’ Dittgen 88’ Edmond |

| Arbitro: | Gräfe |

|                                 |           |                   |
| Malacarne 86’ Werner 90’ (rig.) | Marcatori | 37’ (aut.) Bančić |

| Arbitro: | Koop |

|  |           |            |
|  | Marcatori | 46’ Jülich |

| Arbitro: | Reck |

|                      |           |  |
| Nyhlén 41’ Lazic 44’ | Marcatori |  |

| Arbitro: | Wendorf |

|  |           |             |
|  | Marcatori | 62’ Seifert |

| Arbitro: | Kruse |

|                               |           |                                |
| Werner 32’ (rig.) Seifert 90’ | Marcatori | 11’ Odini 67’ (rig.) Schiemann |

| Eisenhüttenstadt 8 maggio 1999, ore 14:00 CEST 33ª giornata | Eisenhüttenstädter Stahl | 0 – 0 referto | VfB Lipsia | Sportanlage der Hüttenwerker (370 spett.)\| Arbitro: \| Fröhlich \| |
| Arbitro:                                                    | Fröhlich                 |               |            |                                                                     |

| Arbitro: | Fleske |

|                                                              |           |  |
| Edmond 22’ Hornung 42’ Dos Santos 55’ Seifert 61’ Mbidzo 78’ | Marcatori |  |

### Coppa di Germania
| Arbitro: | Meyer |

|                        |           |                                                  |
| Dittgen 29’ Bančić 86’ | Marcatori | 35’ Schroth 72’ (aut.) Küttner 99’, 118’ Winkler |

## Statistiche

### Statistiche di squadra
| Competizione         | Punti | In casa | In casa | In casa | In casa | In casa | In casa | In trasferta | In trasferta | In trasferta | In trasferta | In trasferta | In trasferta | Totale | Totale | Totale | Totale | Totale | Totale | DR  |
| Competizione         | Punti | G       | V       | N       | P       | Gf      | Gs      | G            | V            | N            | P            | Gf           | Gs           | G      | V      | N      | P      | Gf     | Gs     | DR  |
| -------------------- | ----- | ------- | ------- | ------- | ------- | ------- | ------- | ------------ | ------------ | ------------ | ------------ | ------------ | ------------ | ------ | ------ | ------ | ------ | ------ | ------ | --- |
| Regionalliga nordest | 70    | 17      | 13      | 4       | 0       | 32      | 8       | 17           | 8            | 3            | 6            | 27           | 20           | 34     | 21     | 7      | 6      | 59     | 28     | +31 |
| Coppa di Germania    | -     | 1       | 0       | 0       | 1       | 2       | 4       | 0            | 0            | 0            | 0            | 0            | 0            | 1      | 0      | 0      | 1      | 2      | 4      | -2  |
| Totale               | 70    | 18      | 13      | 4       | 1       | 34      | 12      | 17           | 8            | 3            | 6            | 27           | 20           | 35     | 21     | 7      | 7      | 61     | 32     | +29 |

### Andamento in campionato
| Giornata  | 1 | 2 | 3 | 4 | 5 | 6 | 7 | 8 | 9 | 10 | 11 | 12 | 13 | 14 | 15 | 16 | 17 | 18 | 19 | 20 | 21 | 22 | 23 | 24 | 25 | 26 | 27 | 28 | 29 | 30 | 31 | 32 | 33 | 34 |
| --------- | - | - | - | - | - | - | - | - | - | -- | -- | -- | -- | -- | -- | -- | -- | -- | -- | -- | -- | -- | -- | -- | -- | -- | -- | -- | -- | -- | -- | -- | -- | -- |
| Luogo     | C | T | C | T | C | T | C | T | T | C  | T  | C  | T  | C  | T  | C  | T  | T  | C  | T  | C  | T  | C  | T  | C  | C  | T  | C  | T  | C  | T  | C  | T  | C  |
| Risultato | V | P | N | V | V | P | V | N | P | V  | V  | V  | V  | V  | P  | V  | N  | V  | V  | P  | V  | P  | V  | V  | N  | N  | V  | V  | V  | V  | V  | N  | N  | V  |
| Posizione | 1 | 8 | 8 | 6 | 5 | 6 | 3 | 5 | 6 | 5  | 3  | 3  | 2  | 2  | 2  | 1  | 1  | 1  | 1  | 2  | 1  | 2  | 2  | 2  | 2  | 3  | 3  | 3  | 2  | 2  | 2  | 2  | 2  | 2  |

Legenda:

Luogo: C = Casa; T = Trasferta. Risultato: V = Vittoria; N = Pareggio; P = Sconfitta.

### Statistiche dei giocatori
| Giocatore      | Regionalliga | Regionalliga | Regionalliga | Regionalliga | Coppa di Germania | Coppa di Germania | Coppa di Germania | Coppa di Germania | Totale   | Totale | Totale      | Totale     |
| Giocatore      | Presenze     | Reti         | Ammonizioni  | Espulsioni   | Presenze          | Reti              | Ammonizioni       | Espulsioni        | Presenze | Reti   | Ammonizioni | Espulsioni |
| -------------- | ------------ | ------------ | ------------ | ------------ | ----------------- | ----------------- | ----------------- | ----------------- | -------- | ------ | ----------- | ---------- |
| I. Bančić      | 31           | 1            | 14           | 0            | 1                 | 1                 | 0                 | 0                 | 32       | 2      | 14          | 0          |
| N. Bernhardt   | 1            | 0            | 0            | 0            | 1                 | 0                 | 0                 | 0                 | 2        | 0      | 0           | 0          |
| M. Bordas      | 12           | 1            | 4            | 0            | 1                 | 0                 | 0                 | 0                 | 13       | 1      | 4           | 0          |
| M. Dehoust     | 10           | 1            | 0            | 0            | 0                 | 0                 | 0                 | 0                 | 10       | 1      | 0           | 0          |
| M. Dittgen     | 33           | 12           | 7            | 0            | 1                 | 1                 | 1                 | 0                 | 34       | 13     | 8           | 0          |
| F. Edmond      | 32           | 5            | 5            | 1            | 1                 | 0                 | 0                 | 0                 | 33       | 5      | 5           | 1          |
| C. Fritz       | 6            | 0            | 0            | 0            | 0                 | 0                 | 0                 | 0                 | 6        | 0      | 0           | 0          |
| G. Grundmann   | 27           | 0            | 1            | 0            | 0                 | 0                 | 0                 | 0                 | 27       | 0      | 1           | 0          |
| T. Görke       | 2            | 0            | 0            | 0            | 0                 | 0                 | 0                 | 0                 | 2        | 0      | 0           | 0          |
| P. Hornung     | 17           | 1            | 4            | 0            | 0                 | 0                 | 0                 | 0                 | 17       | 1      | 4           | 0          |
| J. Jaschob     | 1            | 0            | 0            | 0            | 0                 | 0                 | 0                 | 0                 | 1        | 0      | 0           | 0          |
| B. Jovanovic   | 6            | 0            | 0            | 0            | 1                 | 0                 | 1                 | 0                 | 7        | 0      | 1           | 0          |
| T. Jülich      | 26           | 3            | 6            | 0            | 0                 | 0                 | 0                 | 0                 | 26       | 3      | 6           | 0          |
| R. Koslowski   | 0            | 0            | 0            | 0            | 0                 | 0                 | 0                 | 0                 | 0        | 0      | 0           | 0          |
| W. Kronhardt   | 7            | 0            | 1            | 0            | 0                 | 0                 | 0                 | 0                 | 7        | 0      | 1           | 0          |
| M. Kunze       | 5            | 0            | 0            | 0            | 0                 | 0                 | 0                 | 0                 | 5        | 0      | 0           | 0          |
| M. Kurth       | 1            | 0            | 0            | 0            | 0                 | 0                 | 0                 | 0                 | 1        | 0      | 0           | 0          |
| D. Küttner     | 10           | 1            | 1            | 0            | 1                 | 0                 | 0                 | 0                 | 11       | 1      | 1           | 0          |
| I. Lazic       | 27           | 7            | 4            | 0            | 1                 | 0                 | 0                 | 0                 | 28       | 7      | 4           | 0          |
| N. Loose       | 10           | 0            | 0            | 0            | 0                 | 0                 | 0                 | 0                 | 10       | 0      | 0           | 0          |
| D. Malacarne   | 18           | 3            | 7            | 0            | 0                 | 0                 | 0                 | 0                 | 18       | 3      | 7           | 0          |
| F. Mbidzo      | 26           | 3            | 0            | 0            | 1                 | 0                 | 0                 | 1                 | 27       | 3      | 0           | 1          |
| R. Mimuß       | 18           | 1            | 2            | 0            | 1                 | 0                 | 0                 | 0                 | 19       | 1      | 2           | 0          |
| N. Nyhlén      | 32           | 2            | 5            | 0            | 1                 | 0                 | 0                 | 0                 | 33       | 2      | 5           | 0          |
| M. Piegzik     | 0            | 0            | 0            | 0            | 0                 | 0                 | 0                 | 0                 | 0        | 0      | 0           | 0          |
| S. Radosavljev | 0            | 0            | 0            | 0            | 0                 | 0                 | 0                 | 0                 | 0        | 0      | 0           | 0          |
| T. Rath        | 0            | 0            | 0            | 0            | 0                 | 0                 | 0                 | 0                 | 0        | 0      | 0           | 0          |
| M. Richter     | 4            | 0            | 0            | 0            | 0                 | 0                 | 0                 | 0                 | 4        | 0      | 0           | 0          |
| M. Rose        | 13           | 0            | 0            | 0            | 0                 | 0                 | 0                 | 0                 | 13       | 0      | 0           | 0          |
| D. Santos      | 29           | 8            | 4            | 1            | 1                 | 0                 | 0                 | 0                 | 30       | 8      | 4           | 1          |
| F. Seifert     | 31           | 7            | 4            | 0            | 1                 | 0                 | 0                 | 0                 | 32       | 7      | 4           | 0          |
| U. Trommer     | 0            | 0            | 0            | 0            | 0                 | 0                 | 0                 | 0                 | 0        | 0      | 0           | 0          |
| P. Vougt       | 6            | 0            | 0            | 0            | 0                 | 0                 | 0                 | 0                 | 6        | 0      | 0           | 0          |
| R. Werner      | 29           | 2            | 3            | 1            | 1                 | 0                 | 1                 | 0                 | 30       | 2      | 4           | 1          |